# Thug Money
Thug Money — третій студійний альбом супергурту Thug Lordz, до складу якого увійшли американські репери C-Bo та Yukmouth. Платівку видано лейблом RBC Records 28 вересня 2010 р. Цей реліз — другий альбом (перший після Trilogy), записаний без Spice 1. 
Виконавчі продюсери: C-Bo й Yukmouth. Мастеринг, зведення, додатковий продакшн: Ренді Біддл. На «Wake Up» існує відеокліп.

## Список пісень
| #   | Назва                                              | Продюсер      | Тривалість |
| --- | -------------------------------------------------- | ------------- | ---------- |
| 1.  | «Thug Lordz»                                       |               | 4:55       |
| 2.  | «We Got This»                                      | Nan Dogg      | 3:42       |
| 3.  | «Organised Crime» (з участю Ampichino)             | D Brick       | 4:08       |
| 4.  | «Look So Good»                                     | Cozmo         | 4:47       |
| 5.  | «Wake Up» (з участю The Jacka та Mr. Probz)        |               | 3:43       |
| 6.  | «Da Block Goin Ham»                                | X-Man         | 3:36       |
| 7.  | «Sippin Syrup» (з участю Mike D)                   |               | 5:06       |
| 8.  | «My Hood» (з участю D-Golder)                      | D-Golder      | 3:52       |
| 9.  | «Mo' Gunz» (з участю Trae tha Truth)               | Cozmo         | 4:54       |
| 10. | «That's What This Iz» (з участю Eastwood та Dyson) | Agonist Music | 4:44       |
| 11. | «Million Dollar Spot»                              | Nan Dogg      | 3:59       |
| 12. | «If I Die» (з участю Bo-Roc та Tha Realest)        |               | 5:12       |
| 13. | «Mean Muggin» (з участю Tha Realest)               |               | 4:25       |
| 14. | «Thug Money» (з участю Bo-Roc)                     |               | 1:58       |

## Чартові позиції
| Чарт (2010)                         | Найвища позиція |
| ----------------------------------- | --------------- |
| US Billboard Top R&B/Hip-Hop Albums | 91              |